# فيرناندو فيلاسكو سالازار
فيرناندو فيلاسكو سالازار (بالإسبانية: Fernando Velasco Salazar)‏ (ولد في 8 يناير 1985 في قرطبة، أندلوسيا) هو لاعب كرة قدم محترف إسباني، يلعب في نادي مليلية في مركز خط الوسط.

## وصلات خارجية
- فيرناندو فيلاسكو سالازار على موقع قاعدة بيانات كرة القدم.إي يو (الإنجليزية)
- فيرناندو فيلاسكو سالازار على موقع Soccerway.com (الإنجليزية)
- فيرناندو فيلاسكو سالازار على موقع كووورة
- فيرناندو فيلاسكو سالازار على موقع AS.com (الإسبانية)

- BDFutbol profile
- Futbolme profile (بالإسبانية)